# Ehemalige Pfarrkirche Klaus an der Pyhrnbahn

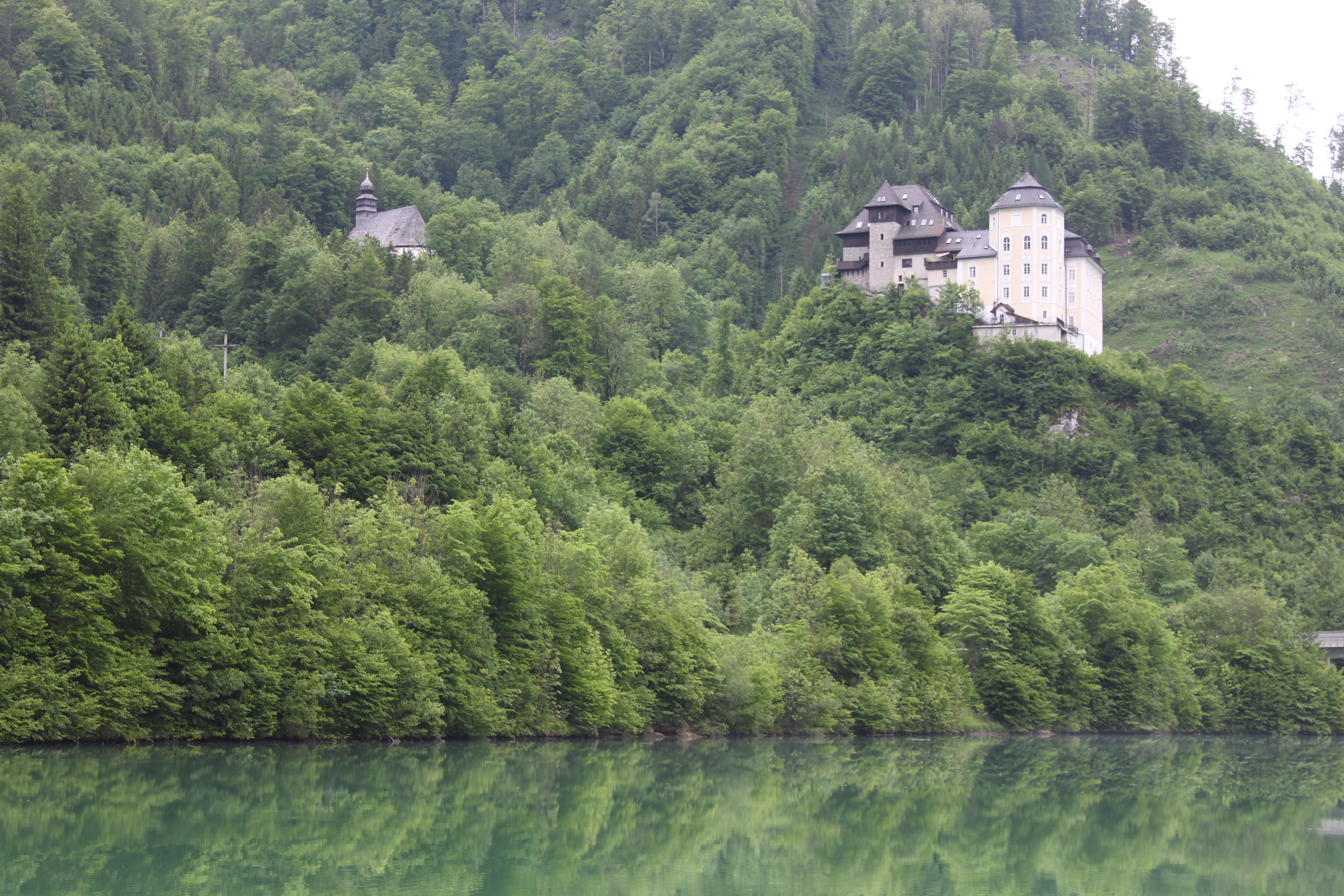
Links Bergkirche, rechts Schloss Klaus

Die römisch-katholische ehemalige Pfarrkirche Klaus an der Pyhrnbahn (heute ausschließlich Bergkirche Klaus genannt) steht in der Gemeinde Klaus an der Pyhrnbahn im Bezirk Kirchdorf in Oberösterreich. Sie ist dem heiligen Johannes der Täufer geweiht und gehört zum Dekanat Windischgarsten in der Diözese Linz. Im Jahr 1983 wurde durch Bischof Maximilian Aichern für die Gemeinde eine im Ortszentrum gelegene neue Pfarrkirche Klaus an der Pyhrnbahn festgelegt und geweiht.
Das Bauwerk steht unter Denkmalschutz.

## Geschichte

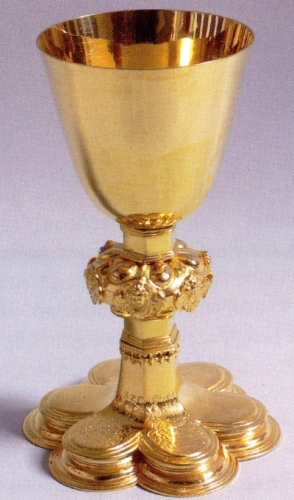
Abendmahlskelch, 1622 für die Bergkirche Klaus gestiftet, heute noch in Vach bei Fürth verwendet

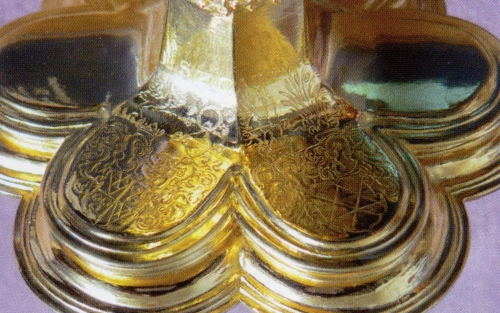
Wappen der Familie Storch

1616–1618 wird oberhalb des Schlosses die Bergkirche Klaus als evangelische Pfarrkirche durch Ludwig von Storch erbaut, gemeinsam mit Prädikantenwohnhaus und Friedhof. 1622 stiften Ludwig und Anna Johanna Storch einen goldenen Abendmahlskelch für die evangelischen Gottesdienste. Als die Storchs aufgrund der Gegenreformation Österreich verlassen müssen und sich in Vach bei Fürth (Bayern) niederlassen, spenden sie den Kelch der dortigen evangelischen Kirche, wo er bis heute in Verwendung ist. Im Zuge der Gegenreformation wird die Bergkirche schließlich 1674 als katholische Pfarrkirche geweiht, was durch Freiherrn Georg Siegmund von Salburg und dessen Nachfolger Gotthard Heinrich, Graf von Salburg, jahrelang angestrebt worden war. Die Kirche wird unter die Patronanz des hl. Johannes des Täufers gestellt, ein Marmortaufstein wird aufgestellt.
Von 1677 bis 1696 nimmt der Brüsseler Casparus Podevin, damals Pfarrer von Leonstein, die Ausstattung vor. Wertvolle Deckenfresken sowie ein Hochaltar prägen den Kircheninnenraum. 1858 wird die (heute denkmalgeschützte) Orgel gebaut. 1884 wird zum Gedenken an die Übernachtung „seiner kaiserlichen Hoheit Erzherzog Johann von Österreich“ im Schloss auf dem Weg zur Bergkirche die sogenannte Kaiserlinde gepflanzt, die dort noch heute steht. 1960 werden bei Restaurierungsarbeiten 37 Fresken freigelegt, die mehr als 150 ahre verdeckt waren.
Durch den Anbau einer Kapelle an den Pfarrhof im Ort Klaus verliert die Bergkirche an Bedeutung und dient seither hauptsächlich für Hochzeiten und Begräbnisse. 1962 fand erstmals ein Konzert in der idyllischen Kirche am Fuße des Berges „Kirchmauer“ statt. Seit 1967 findet der alljährliche „Musik Sommer Klaus“ statt, das sich zu den kleinsten Musikfestivals Österreichs zählt.

## Ausstattung

### Deckenfresken und Stuckarbeiten
Nach der Einweihung zur katholischen Pfarrkirche 1681 wurde der damalige Pfarrer von Leonstein, Casparus Podevin, ein gebürtiger Brüsseler, beauftragt, die künstlerische Innenausstattung vorzunehmen. Die Fresken zeigen Bilder aus dem Leben des Johannes des Täufers. Hinter dem Hochaltar die Jordanlandschaft, an der Decke zuerst ein Bildnis „Mariens Aufnahme in den Himmel“, dann mehrere Stationen des Täufers: Seine Vorbereitung auf den kommenden Erlöser in der Wüste, seine Enthauptung (oberhalb des Orgelspieltisches) und seine Verklärung (hinter der Orgel). Rund um den Altar und im Kirchenschiff sind verschiedene Heilige dargestellt. Besonders selten ist ein Bildnis von Bernhard von Clairvaux links von der Orgel. Im Presbyterium auf der rechten Seite findet sich ein Selbstporträt des Künstlers Casparus Podevin, dargestellt mit einer Farbpalette in einer Hand und mit der anderen greift er über den Stuckrahmen des Bildes.
Der Rundbalken im Mittelschiff trägt die Aufschrift von der Einweihung zur katholischen Pfarrkirche 1. Mai 1674 sowie den Hinweis auf das Patrozinium.
Die aus 37 Bildern mit Stuckrahmen bestehenden Deckenfresken der Bergkirche waren rund 150 Jahre übermalt. Bei ihrer Freilegung 1960 mussten mehrere Farbschichten abgetragen werden. Die sorgfältige Restaurierung besorgte der Maler Prof. E. Daringer.

### Hochaltar
Der Hochaltar ist eine handwerkliche Arbeit des Rieder Tischlermeisters Wolf Waglhuber. Eine Besonderheit stellt die frei schwebende Krone über der Vollplastik „Jesus tauft Johannes“. Links davon befindet sich eine Darstellung des Hohenpriesters Zacharias und rechts Elisabet, die Eltern des Johannes, welche vom Lambacher Bildhauer Joachim Ertl stammen und erst 1774 aufgestellt wurden.

### Marienaltar
Im Zuge der Umgestaltung und Erneuerung der Bergkirche im Jahre 1761 durch Propst Grundtner wurde ein künstlerisch weniger bedeutender Seitenaltar angefertigt. Der Tischlermeister ist unbekannt.

### Kanzel
Die Kanzel wurde ebenfalls vom Rieder Tischlermeister Wolf Waglhuber angefertigt. Erst seit der 1995 durchgeführten Restaurierung kommen die ganz der Stuckarbeit angepassten Schnitzarbeiten an der Kanzel zur Geltung.

### Epitaph
Eine schöne Marmorarbeit erinnert an Peter Christoff Praunfalckh und wurde um 1630 errichtet. Über dem Grabmonument befinden sich drei in Marmor gemeißelte Wappen: Jenes der Dietrichstein, der Praunfalken und der Schrott von Kienberg.

### Orgel und Empore
An der Orgelempore ist eine selten zu sehende Ornamentik zu sehen, welche vermutlich ebenfalls von Casparus Podevin stammt. Man nimmt an, dass es sich um ein Instrument des bekannten Orgelbauers Egedacher handelte. 1928 wurde von den Gebrüdern Mauracher ein pneumatisches Orgelwerk in das barocke Gehäuse eingebaut, bei dem vermutlich die Pfeifen zweier Register der alten Orgel wiederverwendet wurden.

### Kreuzwegbilder
Der Ursprung der Kreuzwegbilder ist nicht bekannt. Es gibt Vermutungen, dass sie entweder von Gottfried Krall aus Bad Ischl stammen, oder von Wolfgang Andreas Heindl. Das Datum der Erstellung ist nicht bekannt.

### Glocke
Die Glocke wurde 1645 in Steyr vom Glockengießer Simon Urndorfer gegossen und war eine Spende des damaligen Schlossbesitzers Freiherrn von Salburg, wie aus der Inschrift hervorgeht.
Die anderen Glocken – die große (163 kg) und die mittlere (109 kg) wurden 1917/18 von der Heeresverwaltung übernommen. 1923 wurden zwei neue Glocken angeschafft. Diese, wie auch die alte kleine Glocke, wurden im Zweiten Weltkrieg konfisziert. Die kleine Glocke ist jedoch wieder nach Klaus zurückgekommen.